# Col Maury
Pour les articles homonymes, voir Maury.
Le col Maury  (en espagnol collado Mauri) est un col de montagne pédestre des Pyrénées s'élevant à 2 769 mètres d'altitude entre le département français des Hautes-Pyrénées et la province de Huesca. Il relie le vallon d'Aygues Tortes au nord, à la vallée de Bénasque au sud.
Il est situé sur la frontière franco-espagnole.

## Géographie
Le col Maury est situé entre la pointe Maury (2 840 m) à l’ouest et la pointe Eydoux (2 803 m) à l’est. Il surplombe au nord le lac de Pouchergues (2 102 m).

## Protection environnementale
Le col fait partie d'une zone naturelle protégée, classée ZNIEFF de type 2 : vallée du Louron.

## Voies d'accès
Pour atteindre le col par le versant français au nord, au départ du pont de Prat à la centrale hydro-électrique de Tramezaygues, il faut traverser les gorges de Clarabide par un chemin très escarpé jusqu'à la construction d'un chemin plus sûr construit par les Ponts et Chaussées, et rejoindre le refuge de la Soula. De là prendre le sentier le long de la Neste de Clarabide en direction du lac de Pouchergues puis vers le pic de la Madère.